# Joseph ibn Caspi
Pour les articles homonymes, voir Caspi.
Joseph ibn Caspi (hébreu : יוסף אבן כספי ; provençal/shuadit : Don Bonafous/Sen Bonfos de Largentera) est un rabbin, philosophe, grammairien et exégète biblique provençal du XIVe siècle (1279 – 1340).

## Biographie
Joseph ben Abba Mari ben Joseph ben Jacob ibn Caspi est originaire de Largentière, dans le Languedoc, ce qui expliquerait le nom Caspi (la ville étant connue, depuis l'époque romaine, pour ses mines d'argent, qui se dit kessef en hébreu), mais il indique dans l'une de ses œuvres Arles comme sa patrie. 
En 1306, il s'installe à Tarascon, probablement à la suite de l'expulsion des Juifs de France. Il effectue ensuite de nombreux voyages en Aragon, en Catalogne, à Majorque (où il a certainement rencontré Juda Leon Mosconi), et en Égypte, où il souhaite rencontrer les descendants de Moïse Maïmonide afin d'en apprendre davantage sur sa philosophie religieuse. Cependant, il s'aperçoit rapidement qu'ils sont plus pieux qu'érudits.
En 1317, Joseph ibn Caspi se trouve de nouveau à Arles, où il se lie avec le poète Kalonymos ben Kalonymos ben Meïr, avant de se brouiller avec lui et ses maîtres. Lors d'un autre voyage, il souhaite se rendre à Fès, qui abrite de nombreuses écoles de renom, mais il semble avoir abandonné ce projet, et s'établit à Tarascon. Il y connaît de nombreuses infortunes lors de la révolte des Pastoureaux, et est menacé de représailles s'il persiste dans sa foi.
Il meurt vers 1340, peut-être au cours d'un autre voyage.

## Œuvre
Joseph ibn Caspi est l'un des auteurs les plus prolifiques de son temps. Commençant sa carrière littéraire à l'âge de dix-sept ans, et l'étude de la philosophie à 30 ans, il a composé vingt-neuf ouvrages, pour la plupart préservés ; les titres des autres sont connus par un catalogue qu'il avait établi, intitulé Qvoutsat Kessef (« Collection d'argent »).
Ce catalogue, ainsi que la plupart des travaux conservés, ont été édités et imprimés par Isaac Last en 1903 et 1906 à Londres.

### Philologie hébraïque
- Peroush (« Commentaire »), un commentaire sur le Sefer haRiqmah de Yona ibn Jannah (non conservé) ;
- Retouqot Kessef (« Chaînes d'argent », également appelé Pirkei Yossef, « Chapitres de Joseph »), un traité de grammaire hébraïque, dont un manuscrit est conservé à la Bibliothèque angélique de Rome (Cat. Angel. n° 21) (non imprimé) ;
- Sharsherot Kessef (« Colliers d'argent », également appelé Sefer haShorashim, « Livre des Racines »), un ouvrage lexicographique d'hébreu biblique, dont le classement se fait en vertu de l'étymologie et l'homonymie des termes bibliques. Il s'agit probablement de l'ouvrage le plus connu de l'auteur. Un manuscrit en est conservé à la Bibliothèque nationale de France (BnF, Paris, MS. n° 1244).

Les travaux linguistiques de Joseph ibn Caspi se veulent basés sur des critères logiques et abstraits. Si leur influence aura été modeste, limitée à quelques auteurs dont Profiat Duran, et pratiquement nulle sur le devenir de la grammaire et de la lexicographie hébraïques, ils témoignent néanmoins d'une tentative de retour aux aspects théoriques de la philologie hébraïque, alors que le modèle prédominant à l'époque est le Mikhlol de David Kimhi, qui privilégie la présentation didactique et paradigmatique aux discussions de Hayyuj et Ibn Jannah.
La théorie linguistique d'Ibn Caspi a été étudiée par Cyril Aslanov.

### Philosophie religieuse
- Teroumat Kessef (« Oblation d'Argent »), un condensé des commentaires d'Averroès sur l’Éthique d'Aristote et la République de Platon, d'après les traductions hébraïques de Samuel de Marseille. Rédigé vers 1329, le manuscrit est conservé dans diverses bibliothèques (Parme MS. n° 442 ; Neubauer, Bodleian Catalogue of Hebrew MSS, n° 1427) (non imprimé) ;
- Tzeror HaKessef (« Faisceau d'Argent, » également appelé Kitzour Higgayon, « Abrégé de Logique »), abrégé de logique, vulgarisant les œuvres de logique d'Averroès et Al-Farabi, dont un manuscrit est préservé à la Bibliothèque nationale de France (BnF, Paris, MS. n° 986) (non imprimé)
- Amoude Kessef (« Piliers d'Argent ») et Maskiyot haKessef (« Images d'Argent »), commentaire en deux parties sur le Guide des Egarés de Moïse Maïmonide, rédigé vers 1330. Le commentaire d'Ibn Caspi se base sur celui de Shem Tov Falaquera, le Morè haMorè, dont il reprend souvent les arguments. Il servira lui-même de source à Moïse Narboni, Profiat Duran, et d'autres. Il a été publié par S. Werbluner, avec notes et corrections de Raphael Kirchheim (Francfort-sur-le-Main, 1848) ;
- Menorat Kessef (« Candélabre d'Argent »), une interprétation philosophique du Maasse HaMerkava (passages bibliques relatifs au Char Céleste, principalement les premiers chapitres du Livre d'Ezéchiel)

La pensée religieuse d'Ibn Caspi est influencée par Abraham ibn Ezra et Moïse Maïmonide, qu'il lit à travers le prisme de l'averroïsme. 

### Exégèse biblique
- Porashat Kessef (« Somme d'Argent ») ; il s'agit de l'un des seuls manuscrits conservés parmi une série de supercommentaires d'Ibn Caspi sur celui d'Abraham ibn Ezra. Porashat Kessef est un commentaire purement grammatical ; il est conservé à la Bibliothèque nationale de France (BnF, Paris, MS. n°184), et ailleurs.
- Tirat Kessef (« Palais d'Argent, » également appelé Sefer haSod, « Le Livre du Secret »), un commentaire mystique sur le Pentateuque, conservé à la Bibliothèque du Vatican (Vatican MSS. Nos. 36, 46). Ce livre, composé à Arles en 1317, comporte quelques informations biographiques sur l'auteur. Vivement critiqué par Abba Mari Eligedor et Moïse de Beaucaire, il est à l'origine de la dispute entre Joseph ibn Caspi et leur élève, Kalonymos ben Kalonymos.
- Adne Kessef (« Piliers d'Argent » ), seconde partie du commentaire précédent, offrant des explications de même nature sur les livres prophétiques et les autres Écrits.
- Mizreqè Kessef (« Bassins d'Argent » ), commentaire sur les passages relatifs au récit de la création (non conservé).
- Matzref leKessef est un commentaire se focalisant sur le sens simple des versets, mais avec une vue éthico-philosophique, contrairement aux commentaires de Rachi ou d'Ibn Ezra.
- Adne Kessef : commentaire de Josué, des Juges, des Rois, d'Isaïe, de Jérémie, d'Ezéchiel et des Petits Prophètes.
- Hatsotsrot Kessef : commentaire du Cantique des Cantiques, des Proverbes et de l'Ecclésiaste
- Shoulhan Kessef, commentaire de Job
- Kapot Kessef, commentaire de Ruth et des Lamentations
- Glile Kessef, commentaire d'Esther
- Hagorat Kessef, commentaire d'Ezra, Néhémie, et des Chroniques
- Supercommentaire des passages ésotériques du Commentaire du Pentateuque d'Abraham ibn Ezra
- Ouvrages non conservés
  - Kfore Kessef, présentation de ses interprétations du Pentateuque divergeant d'ibn Ezra et de Maïmonide
  - Masmerot Kessef, commentaire des Psaumes
  - Ke'arot Kessef, commentaire de Daniel

### Autres
- Tzava'at Kaspi (« Testament de Caspi, » également appelé Yore De'a, « Enseignant du Savoir »), une série de sentences morales, destinées au fils de l'auteur, Abba Mari ben Joseph. Elle a été publiée par Eliezer Ashkenazi (Leipzig, 1844)
- On lui attribue erronément des poèmes liturgiques, mais ils ont été composés par Joseph ben Shalom Kaspi, un homonyme qui a vécu au XVIe siècle.